# Строганова, Елизавета Александровна
Баронесса Елизаве́та Алекса́ндровна Стро́ганова, в замужестве Деми́дова (1 (12) декабря 1776, Санкт-Петербург — 27 марта 1818, Париж) — хозяйка аристократического салона, известная своей галломанией. Жена промышленника Николая Никитича Демидова. Большую часть жизни провела в Париже.

## Происхождение

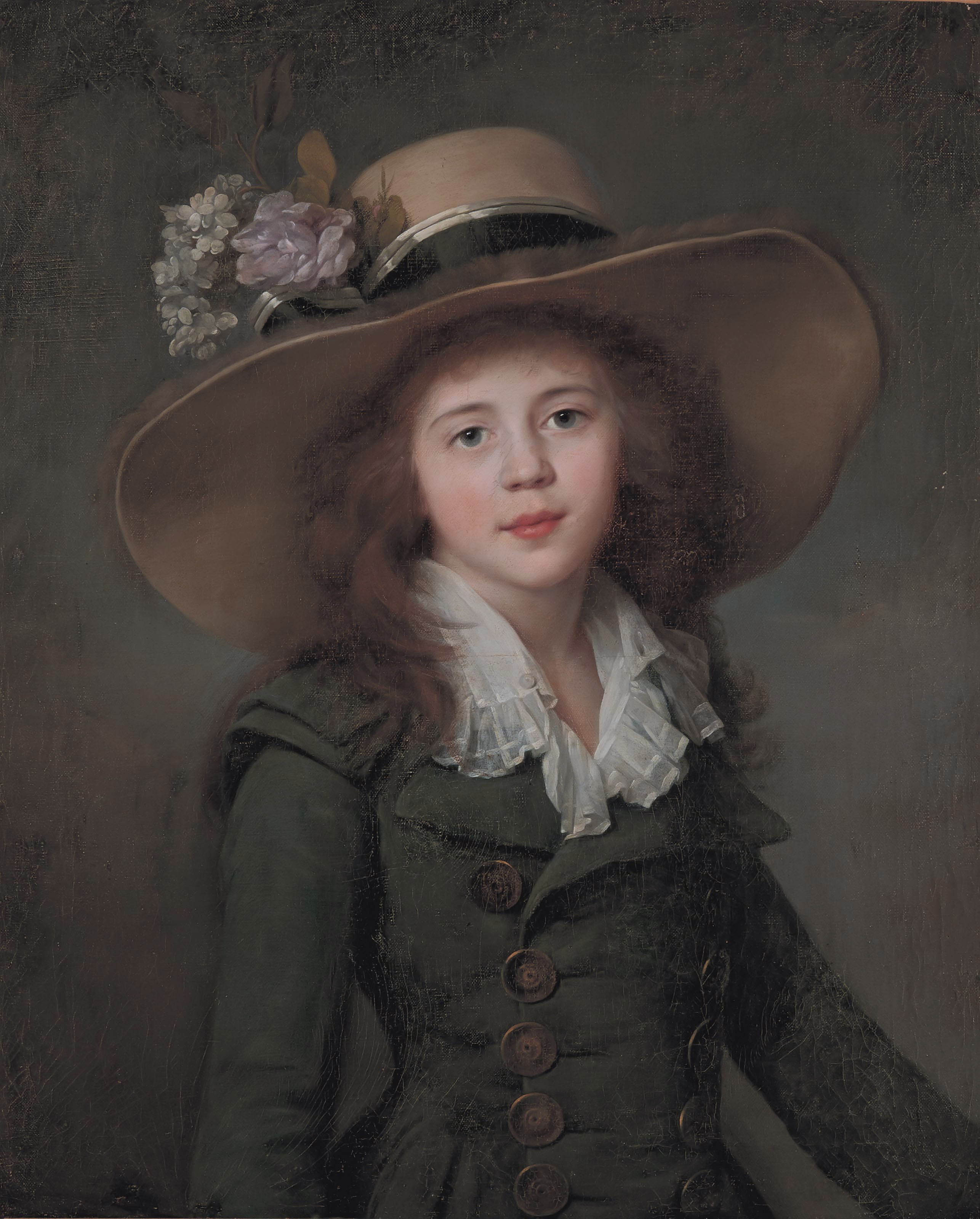
Елизавета Александровна Строганова (Вуаль, Жан-Луи)

Младшая дочь действительного тайного советника барона Александра Николаевича Строганова (1740—1789) от его брака с Елизаветой Александровной (1745—1831), дочерью генерал-аншефа А. А. Загряжского. По рождению принадлежала к высшей столичной знати. Отец Елизаветы был владельцем Таманского и Кыновского заводов и более полумиллиона десятин земли. Её мать была придворной дамой и известной красавицей екатерининского двора.
Родилась в Петербурге, крещена 2 декабря 1776 года в Сергиевском соборе при восприемстве сестры Екатерины и брата Григория. Дядя Елизаветы, граф Александр Сергеевич Строганов, не только владел Билимбаевским горным округом на Урале, но и был крупным государственным деятелем, близким Екатерине II и Павлу I. Елизавета также приходилась двоюродной сестрой Н. И. Гончаровой (тёще А. С. Пушкина).

## Биография
В декабре 1793 года, в возрасте 17 лет, Елизавета вышла замуж за 20-летнего Николая Никитича Демидова, богатого промышленника. По этому поводу Ф. В. Ростопчин, сообщал С. Р. Воронцову в письме из Петербурга в Лондон:
…Здесь много свадеб, между прочим Щербатова с Мусиной—Пушкиной, брат которой только что женился на Брюс; баронессы Строгановой с Демидовым, человеком, имеющим 250 000 р. годового дохода…
Женитьба на Елизавете позволила Демидову не только присоединить к его капиталам часть строгановских богатств, но и войти в круг высшей столичной знати. После свадьбы супруги жили в Москве и в Петербурге, но после выхода в отставку Николая Никитича в 1800 году уехали в Европу, где посетили Германию, Англию, Францию и Италию. Остановились они в Париже, в бывшем дворце герцогов де Прален.
Семейная жизнь не была гладкой, по воспоминаниям современников, Демидов отнюдь не пылал к жене страстью. Несоответствие характеров и вкусов привело супругов к взаимному отчуждению, едва не кончившемуся полным разрывом. Кокетство Елизаветы Демидовой и любовь к светским развлечениям трудно уживались с суровым и тяжёлым в домашнем быту характером мужа; фактически разойдясь, они редко виделись, но этот внутренний разлад был мало заметен под личиной шумной светской жизни.

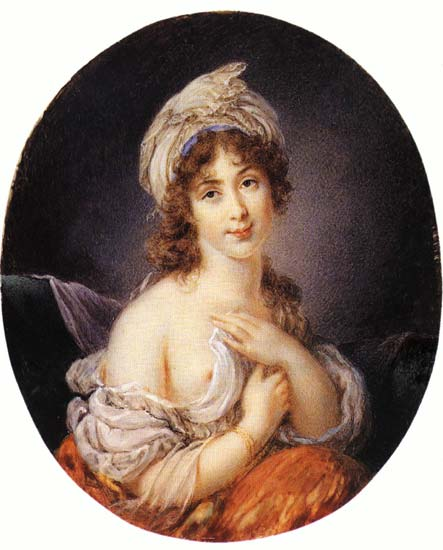
На миниатюре А.-Х. Ритта

Елизавета Демидова предавалась всевозможным увеселением и празднествам, которыми так славился Париж: театр, балы, блестящие салоны. Но больше она любила принимать у себя, и в её доме собиралось многолюдное и крайне разнообразное общество: артисты, музыканты, поэты, литераторы. Не будучи красавицей, она была необыкновенно грациозна и великолепно танцевала. Художница Виже-Лебрён, познакомившаяся с Демидовыми ещё во время своего пребывания в России (1795—1801), вспоминала о бале, который был в Париже в конце 1801 — начале 1802 г.:
Помню, что на этом балу госпожа Демидова исполнила танец, который называют русским вальсом, столь восхитительно, что присутствовавшие вставали на банкетки, чтобы посмотреть на неё.

Луиза Конта, актриса и хозяйка парижского салона, писала в альбоме Елизаветы Демидовой :
…Если бы мне в прежнее время надо было взять за образец женщину, полную изящества, благородства и простоты, то я выбрала бы Элизабет. Я постаралась бы придать моему взору меланхолическую мягкость её глаз, очарование моих движений явило бы чувствительное и великодушное сердце… но у меня нет больше ни повода, ни средств быть столь любезной…

В свете Елизавета Демидова была окружена толпою поклонников и сама объясняла свою склонность к красивым молодым людям как эстетическое наслаждение, которое испытывала при виде всего изящного. Ветреная и легкомысленная, не чуждая при том известной культурности, интересуясь литературой и искусством, Демидова любила изобразить себя то в виде вакханки, с едва прикрытым телом (миниатюра А.- Х. Ритт), то в позе молящейся праведницы (портрет Грёза). Она много играла в карты, и крупная игра на её вечерах обратила даже внимание полиции на дом Демидовых. 

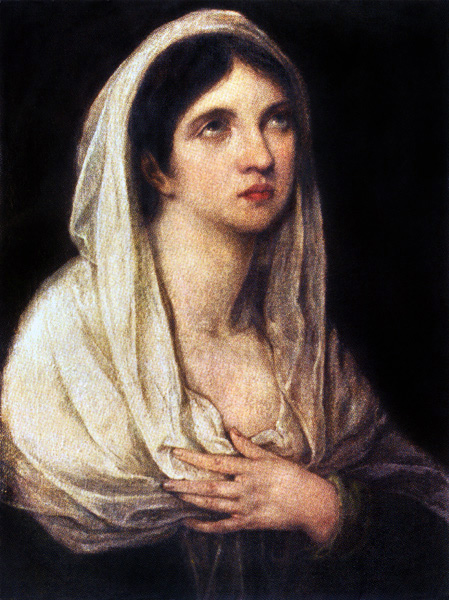
Елизавета в образе кающейся Магдалины (работа Грёза)

Елизавета Демидова любила Францию и французов, считала себя подругой Жозефины и благоговела перед Наполеоном, которого называла «богом Европы», хотя он её демонстративно не замечал. По свидетельству современника, на одном из балов
Наполеон, говоря прежде со многими, подходил к ней; она сделала пренизкий поклон и взяла веселый вид, ожидая от него какого-нибудь приятного приветствия; она знала его генералом Бонапарте, первым консулом и наконец видала уже императором. Наполеон, остановясь перед ней, довольно долго смотрел ей в лицо, переступая с одной ноги на другую, понюхал табаку, ибо в левой руке он держал всегда табакерку, наконец спросил: «Кто вы, сударыня?» Я взглянул на мою соседку и приметил, что она вся переменилась в лице и сквозь зубы сказала свою фамилию.
Убийство герцога Энгиенского в 1804 году и обострение франко-русских отношений заставило многих русских покинуть Францию. В 1805 году Демидовы переехали в Италию. Заключенный в 1807 году Тильзитский мир между Францией и Россией вселил надежды на безоблачное мирное будущее и Демидовы вернулись в Париж. Но политическая атмосфера постепенно накалялась. В канун войны России с наполеоновской Францией Демидовым пришлось уехать из Парижа в Россию. Они поселились в Москве, в своем старинном доме в Немецкой слободе, на Гороховой. В то время, как Николай Демидов, вооружал за свой счёт пехотный полк, жена его скучала в Москве и предавалась воспоминаниям о Париже. Она украдкой посматривала на малахитовые часы, оставленные ей, как уверяли злые языки, в минуту расставания с красавцем-эмигрантом Гераклием Полиньяком, командиром Апшеронского полка, с которым состояла в почти открытой связи. В 1812 году, после рождения их сына Анатолия, между Демидовыми произошёл полный разрыв.
После реставрации Бурбонов Елизавета Демидова вернулась в любимый ею Париж, но уже без мужа, он с детьми жил в Риме, а потом во Флоренции. Скончалась 27 марта 1818 года, почти внезапно, в тяжких страданиях, после непродолжительной болезни, перешедши, как упорно говорили современники, в католичество. Похоронена на кладбище Пер Лашез. Позже, по заказу Анатолия Демидова, архитектор Жоре и скульптор Квалья создали величественный надгробный памятник с колоннами из белого мрамора.

## Дети

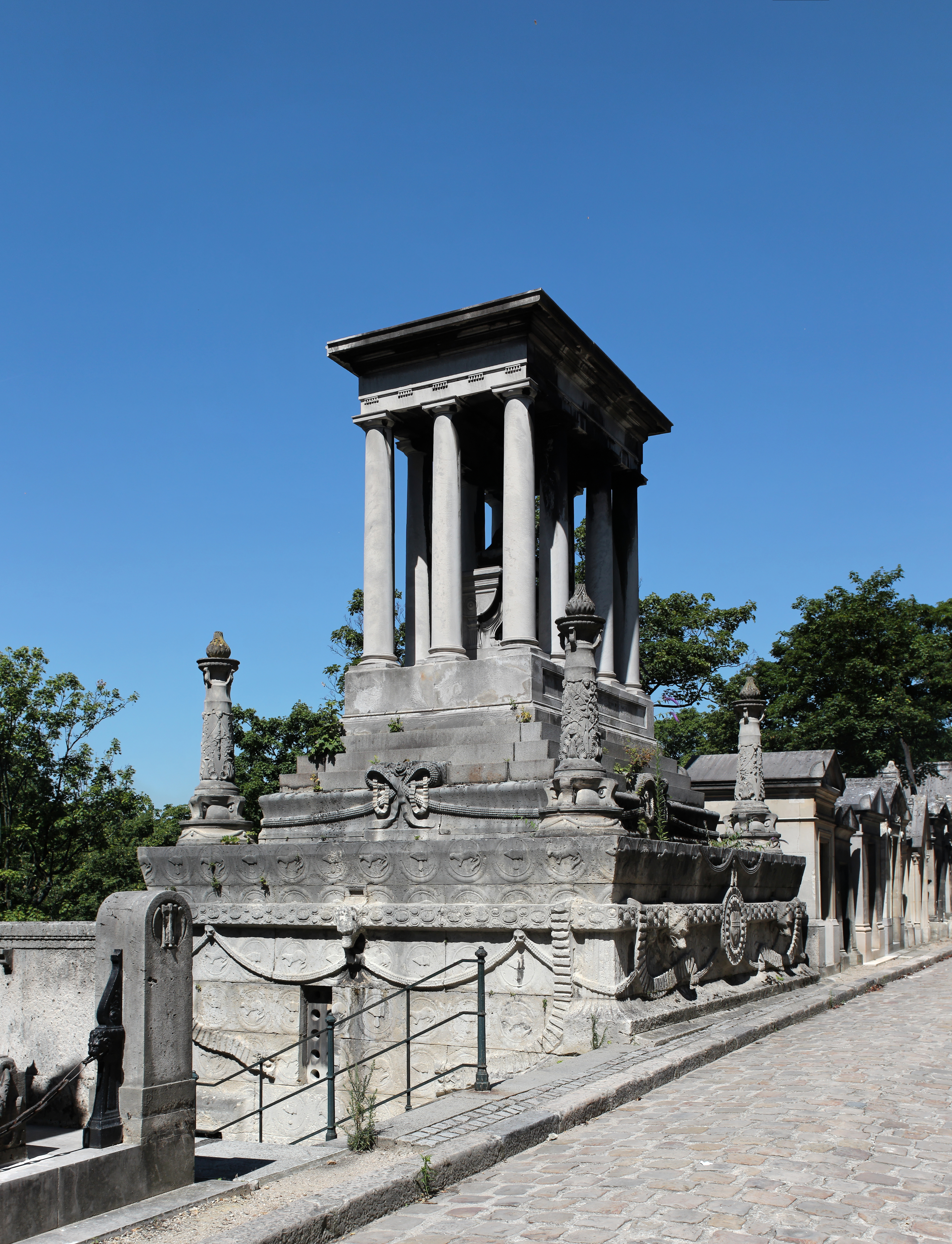
Мавзолей на кладбище Пер Лашез

Елизавета родила мужу четверых детей:
- Александра (1796—1800)
- Павел (1798—1840)
- Николай (1799—1800)
- Анатолий (1812—1869), князь Сан-Донато.

Павел и Анатолий продолжили дело отца, занимались благотворительностью и меценатством.